# Xeixma
El Xeixma - Шешма (rus) - és un riu de Rússia, un afluent per l'esquerra del riu Kama. Passa per l'óblast de Samara i per la República del Tatarstan.
Té una llargària de 259 km i una conca hidrogràfica de 6.040 km². Neix a les muntanyes de Bugulmà i Belebei i desemboca al Kama a l'embassament de Kúibixev. Té un règim sobretot nival. El seu cabal mitjà és d'11,1 m³/s a 86 km de la desembocadura. Es glaça normalment de novembre a començaments de desembre fins a abril.